# Werksbahn der Hans Hatschek AG
Koordinaten: 47° 55′ 18,1″ N, 13° 46′ 33,4″ O
| Werksbahn der Hans Hatschek AG (Gmunden) | Werksbahn der Hans Hatschek AG (Gmunden) |
| ---------------------------------------- | ---------------------------------------- |
| Das Gmundner Zementwerk                  |                                          |
| Streckenlänge:                           | 4,14 km                                  |
| Spurweite:                               | 1435 mm (Normalspur)                     |
| Stromsystem:                             | 15 kV/16,7 Hz ~                          |
|                                          |                                          |

Die Werksbahn des Gmundner Zementwerkes ist eine normalspurige Werksbahn, die das Gmundner Zementwerk mit dem Bahnhof Gmunden verbindet.

## Geschichte
Im Jahre 1939 wurden die Gleisanlagen im Zementwerk samt Anschlussbahn zu den Österreichischen Bundesbahnen errichtet und eine Ardelt-Diesellokomotive des Typs NB 150 beschafft. Diese Lokomotive wurde als Lok 1 bezeichnet. 1966 erfolgte die Anschaffung einer zweiten Lokomotive, die von der Deutschen Sprengstoffchemie gekauft und als Lok 2 in den Bestand aufgenommen wurde. Nach dieser Neuanschaffung wurden vier Rangiertraktoren angeschafft, die als Nr. 3 bis Nr. 6 in den Bestand aufgenommen wurden. 1994 wurde die Lok 2060.023 von den Österreichischen Bundesbahnen übernommen. Nach aufwendigen Umbauarbeiten war die Lok – bezeichnet als Lok 7 – einsatzbereit, wodurch Lok 1 und Lok 2 nicht mehr benötigt und verkauft wurden. Lok 7 war zehn Jahre lang im Einsatz und wurde im Februar 2014 durch einen Vollert-Rangierrobot DER 120 ersetzt.

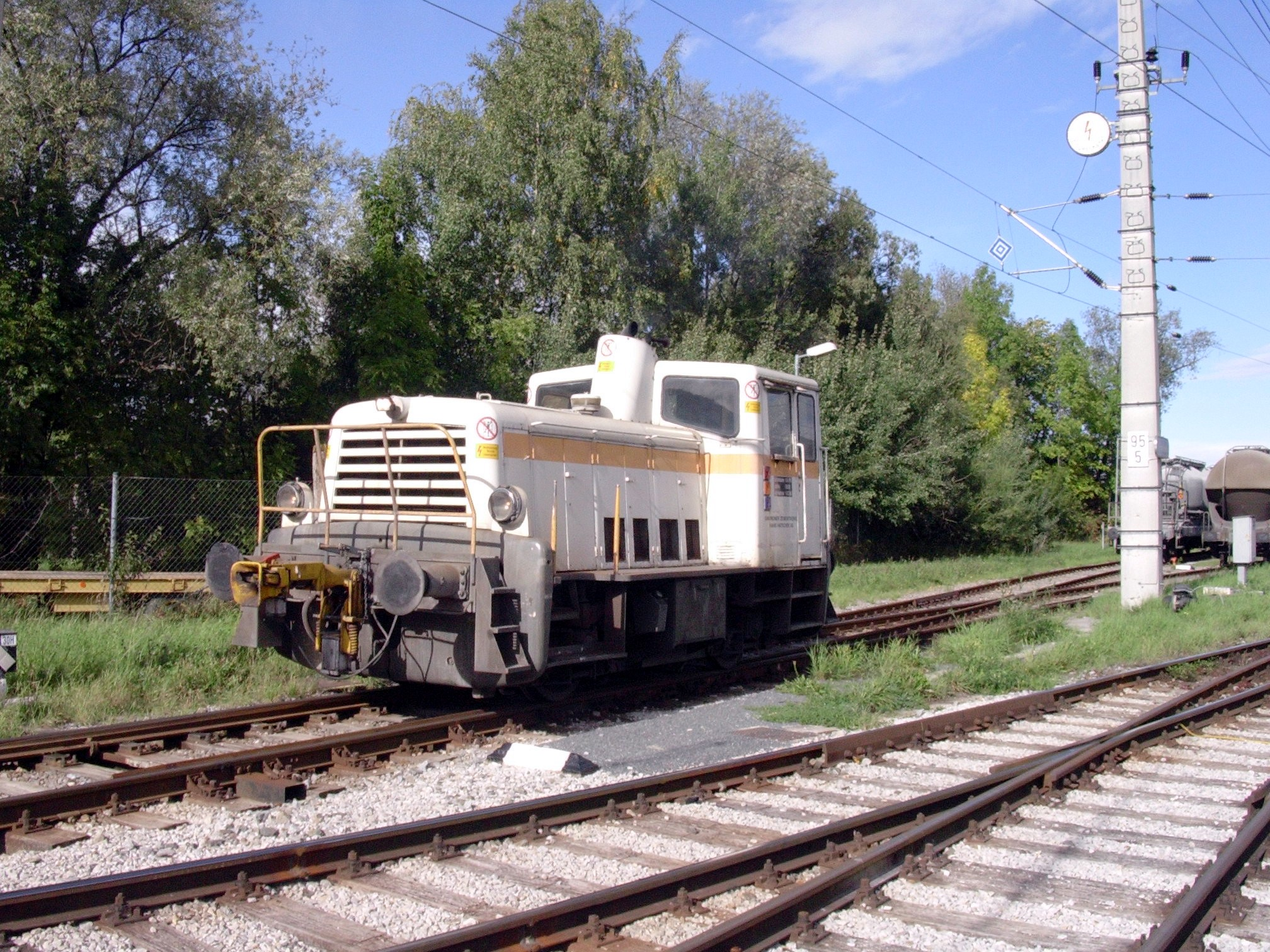
Lok 7

## Betrieb in der Gegenwart
Die Werksbahn transportiert jährlich etwa 375.000 Tonnen Zement zum Bahnhof Gmunden. Von dort aus erfolgt der Weitertransport mit Diesellokomotiven der Type Siemens ER20 von Stern & Hafferl im Auftrag von Rail Cargo Austria. Die Bahn ist 4,14 Kilometer lang und besitzt 22 Weichen. Alle Aufgaben werden mit dem Rangier-Robot "Henriette" ausgeführt. Der Werksverschub erfolgt funkferngesteuert.